# Могилів-Подільська єпархія УПЦ (МП)
Могилів-Подільська та Шаргородська єпархія — єпархія РПЦвУ, що об'єднує парафії і монастирі на території Крижопільського, Могилів-Подільського, Мурованокуриловецького, Піщанського, Томашпільського, Черневецкого, Шаргородського та Ямпільського районів на південному заході Вінницької області. Заснована 2013 року.

## Історія
У 1921-1922 роках існувало Могилівське вікаріатство Подільської єпархії Українського екзархату Російської православної церкви.
Могилів-Подільська єпархія утворена 5 січня 2013 року за рішенням синоду РПЦвУ в межах Могилів-Подільського, Крижопільського, Мурованокуриловецького, Піщанського, Томашпільського, Черневецкого, Шаргородського та Ямпільського районів Вінницької області шляхом виділення зі складу Вінницької та Тульчинської єпархій.

## Архієреї

### Могилівське вікаріатство Подільської єпархії
- Лоллій (Юрьєвський) (14 лютого 1921–1922)

### Могилів-Подільська та Шаргородська єпархія
- Агапіт (Бевцик) (з 5 січня 2013)

## Монастирі
- Галайковицький Преображенський (чоловічий)
- Лядовський Усікновенський (чоловічий)
- Шаргородський Нікольський (чоловічий)